# Physcia cinerea
Physcia cinerea är en lavart som beskrevs av Roland Moberg. Physcia cinerea ingår i släktet Physcia och familjen Physciaceae.   Inga underarter finns listade i Catalogue of Life.